# Phyllonorycter millierella
Phyllonorycter millierella là một loài bướm đêm thuộc họ Gracillariidae. Nó được tìm thấy ở miền nam châu Âu, bao gồm Tây Ban Nha, Pháp, Thụy Sĩ, Ý, Croatia, Bulgaria, Macedonia và Hy Lạp.

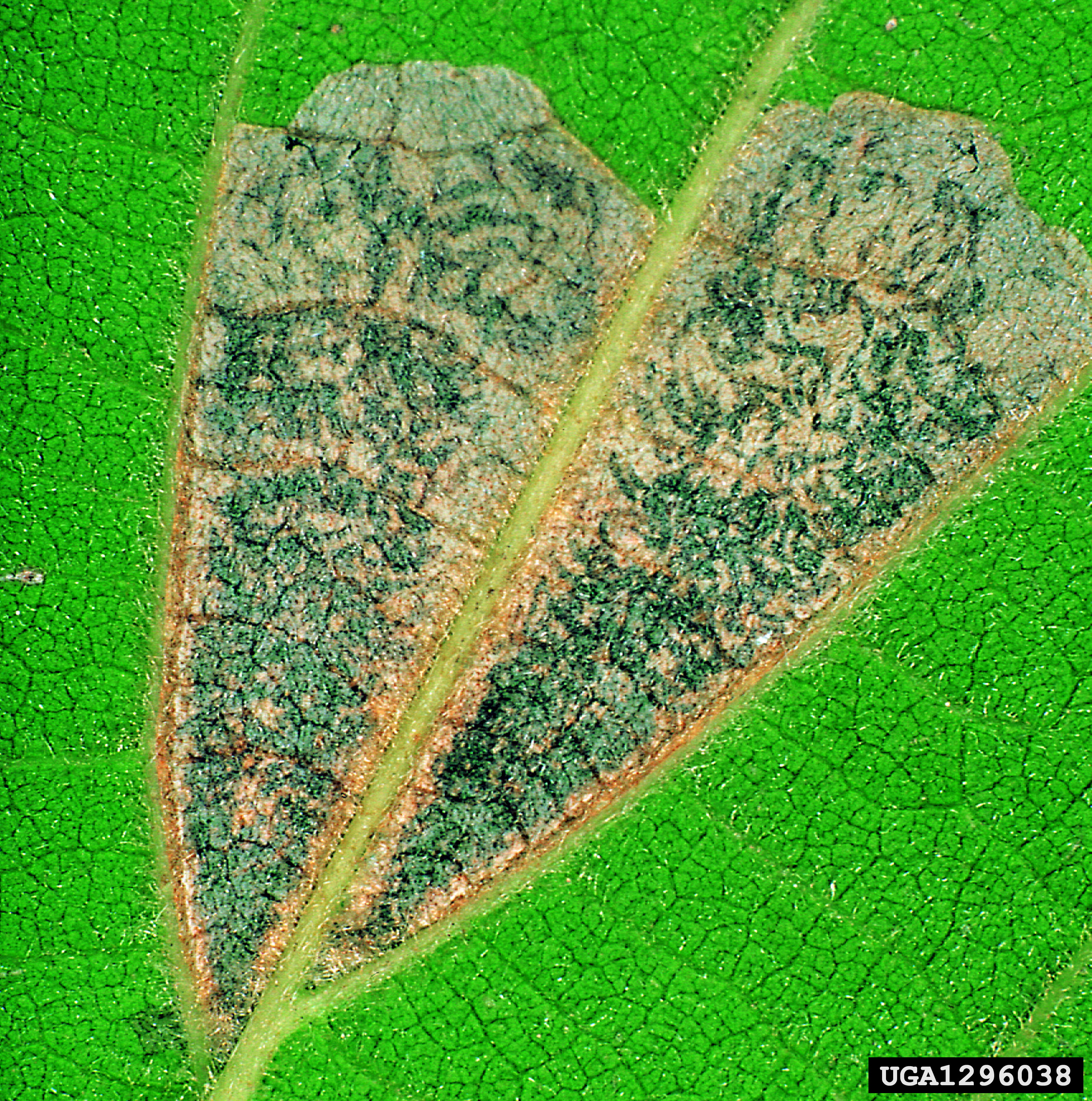
Damage

Ấu trùng ăn Celtis australis. Chúng ăn lá nơi chúng làm tổ. They create a lower surface tentiform mine without clear folds. The lower epidermis is silvery grey và densely mottled with rusty brown or dark grey specks. At the upperside the mine forms a blister, which is discoloured except for the green centre. There may be several mines in a single leaf. Pupation takes place withtrong mine.
- bladmineerders.nl Lưu trữ ngày 24 tháng 8 năm 2012 tại Wayback Machine
- Fauna Europaea Lưu trữ ngày 22 tháng 6 năm 2011 tại Wayback Machine